# (9868) 1991 VP1
A (9868) 1991 VP1 a Naprendszer kisbolygóövében található aszteroida. Ueda Szeidzsi és Kaneda Hirosi fedezte fel 1991. november 4-én.